# Uri Caine

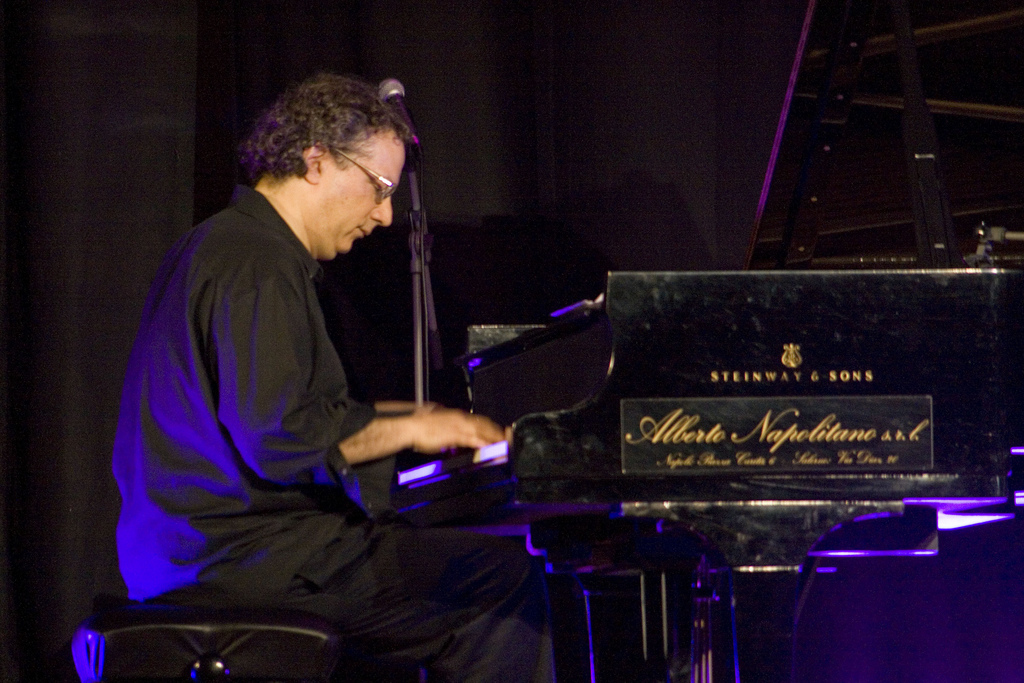
Uri Caine

Uri Caine (Philadelphia, 8 juni 1956) is een Amerikaanse pianist en componist die zowel in de klassieke muziek als in de jazzmuziek werkzaam is.

## Biografie
Caine begon met pianospelen op zevenjarige leeftijd en studeerde vanaf zijn twaalfde bij de Franse jazzpianist Bernard Peiffer. Later studeerde hij aan de Universiteit van Pennsylvania bij George Crumb. In die tijd maakte hij zich ook klassieke muziek eigen en werkte als barpianist in diverse clubs in Philadelphia.
Na 1981 begon hij een professionele carrière en in 1985 verscheen zijn opnamedebuut met de Gerald Veasley band uit Rochester. In de jaren 80 verhuisde hij naar New York. Caine werkte ook mee aan een klezmeralbum met Mickey Katz en speelde moderne jazz met onder anderen Don Byron en trompettist Dave Douglas.
Caine, die 16 albums maakte, staat bekend om zijn eigenzinnige en inventieve interpretaties van klassieke werken. Zijn aan Gustav Mahler gewijde jazzalbum uit 1997 ontving een prijs van de German Mahler Society, waarbij overigens sommige juryleden woedend waren over Caines uitvoeringen en arrangementen. Caine maakte ook opnames met variaties over Bachs Goldbergvariaties (waarop hij samenwerkt met veel uiteenlopende musici zoals het barok-ensemble Musica Antiqua Köln, maar ook met dj's), met bewerkingen van Beethovens Diabelli Variaties, en met bewerkingen van Wagner en Mozart.
In 2001 vormde hij met drummer Zach Danziger een duo om een nieuw project te starten waarin 'live jungle and drum'n'bass beats' met 'fusion jazz' worden vermengd onder de titel "Uri Caine Bedrock 3". Hiermee toerden ze wereldwijd, en werkten daarbij ook samen met de New Yorkse DJ Olive. In 2001 verscheen ook een experimenteel album met Ahmir "?uestlove" Thompson (een drummer met een internationaal bekende hiphopband The Roots), en Christian McBride (die onder meer bassist was in Stings liveband). Dit album heet The Philadelphia Experiment en bevat een mix van jazz, funk, instrumentale hiphop en jazzfusion. Dit album werd geproduceerd door Aaron Levinson, en bevat fraaie voorbeelden van Caines samenwerking met musici als Pat Martino op gitaar en Jon Swana op trompet.
In 2005 werd Caine 'Composer-in-Residence' bij het Los Angeles Chamber Orchestra. Zijn vader is Burton Caine, professor aan de Temple Law School.
In september 2009 gaf Caine een optreden op het festival Incubate in Tilburg.